# نیکولا پرینسیوالی
نیکولا پرینسیوالی (انگلیسی: Nicola Princivalli؛ زادهٔ ۲۹ سپتامبر ۱۹۷۹) بازیکن فوتبال اهل ایتالیا است.
از باشگاه‌هایی که در آن بازی کرده‌است می‌توان به باشگاه فوتبال مسینا، باشگاه فوتبال فوجا، باشگاه فوتبال سالرنیتانا، باشگاه فوتبال آنکونا، باشگاه فوتبال ونتزیا، و باشگاه فوتبال تریستیانا اشاره کرد.